# Seleção Cubana de Voleibol Feminino
A seleção cubana de voleibol feminino representa Cuba em competições internacionais e jogos amistosos.  
O time nacional de Cuba foi o primeiro a quebrar a dominação da URSS e do Japão no voleibol feminino mundial ganhando o Campeonato Mundial de 1978.  
Cuba dominou o mundo do vôlei nos anos 1990 (1991-2000), ganhando oito vezes seguidas torneios da FIVB (a Copa do Mundo de Voleibol em 1991, os Jogos Olímpicos de Barcelona em 1992, o  Campeonato Mundial de Voleibol em 1994, a Copa do Mundo em 1995, os Jogos Olímpicos de Atlanta em 1996, o Campeonato Mundial em 1998, a Copa do Mundo em 1999 e os Jogos Olímpicos de Sydney em 2000).  
O time também tem o apelido de morenas del Caribe.

## Brasil e Cuba
Na curta era de Inaldo Manta como técnico da seleção feminina, pode-se afirmar que o maior feito brasileiro foi o de ter chegado em 3° lugar no Goodwill Games de Seattle, em 1990. No ano anterior, a seleção, que havia sido agraciada com a volta de Isabel Salgado (esta havia jogado a temporada de 1988 pela Sadia, também dirigida por Manta), não conseguiu suplantar a seleção peruana no Sulamericano realizado em Curitiba. E na mais importante competição de 1990, o Mundial realizado na China, o Brasil não passou de um mero 7° lugar .Inaldo chegou a dar entrevistas afirmando que o Brasil era um dos candidatos ao título daquela competição…
Apesar de curta e pouco vitoriosa era, Inaldo deve ser lembrado como o técnico que promoveu grandes jogadoras da década de 90 da seleção brasileira, dentre elas Fernanda Venturini, Márcia Fu, Ana Moser, Ida e Ana Flávia. A perda de Inaldo Manta (ele cometeria suicídio no final de 1990) acabou sendo compensada com a chegada de Wadson Lima ao comando da seleção. Este não durou tanto tempo no cargo (foi o treinador das meninas entre 91 e 93), mas também deve ser lembrado. Dessa vez por dois fatos: por um lado, porque trouxe ao estrelato nomes como os de Ana Paula, Hilma e Leila (todas elas tinham sido vice-campeãs mundiais juvenis sob o comando de José Roberto Guimarães em 1991); por outro, porque foi durante seu comando que nasceu uma das mais acirradas rivalidades do voleibol feminino de toda a história: o tenso Brasil x Cuba.
O primeiro encontro entre brasileiras e cubanas em 1991 aconteceu na primeira fase dos Jogos Panamericanos de Havana, onde as cubanas venceram por 3 sets a 0 a equipe brasileira com parciais de 16/14, 15/05 e 15/10, Alguns dias depois, Cuba ficaria com a medalha de ouro dos Jogos, mas tomando um pequeno susto das brasileiras, que haviam vencido de forma dramática a rival seleção peruana na semifinal. 
Porém, o maior susto tomado pelas comandadas de Eugenio George aconteceu na Copa do Mundo do Japão do mesmo ano. A seleção brasileira já estava classificada para os Jogos Olímpicos de Barcelona depois de consecutivas vitórias sobre a seleção peruana. A Copa do Mundo servia mais como um teste, uma fase de preparação para a competição vindoura. No Japão, a seleção já havia sofrido reveses contra os EUA e contra a China. As chances de classificação para a fase seguinte da competição dependiam de uma vitória sobre Cuba. E ela quase aconteceu. Se em Havana, as cubanas tomaram um pequeno susto contra a seleção de Wadson Lima, no Japão, as brasileiras demonstravam todo o potencial que tinham para integrarem definitivamente a elite do voleibol feminino mundial.  